# أورلاندو بلامر
أورلاندو بلامر (بالإنجليزية: Orlando Plummer)‏ هو سياسي أمريكي، ولد في 13 أبريل 1836 في الولايات المتحدة، وتوفي في 7 ديسمبر 1913 في بورتلاند في الولايات المتحدة. حزبياً، نشط في الحزب الجمهوري. وقد انتخب عضو مجلس نواب أوريغون.